# آنسلم فرانتز
آنسلم فرانتز (انگلیسی: Anselm Franz; ۲۱ ژانویهٔ ۱۹۰۰ – ۱۸ نوامبر ۱۹۹۴) مهندس اهل اتریش و از دانش‌آموختگان دانشگاه هومبولت برلین و پیشگامان موتور جت بود.